# U 506
U 506 war ein deutsches U-Boot vom Typ IX C, das von der Kriegsmarine im Zweiten Weltkrieg eingesetzt wurde. Auf seinen fünf Unternehmungen versenkte es 14 Schiffe mit 69.893 BRT, wobei 188 Menschen starben. U 506 beteiligte sich an der Rettung Schiffbrüchiger nach der Versenkung der Laconia am 12. September 1942 durch U 156, die wegen eines folgenden US-Luftangriffes den „Laconia-Befehl“ von Karl Dönitz nach sich zog, und übergab 142 Italiener und neun englische Frauen und Kinder an das französische Schiff Annamite am 17. September 1942. Bei seiner Versenkung nahe der spanischen Stadt Vigo am 12. Juli 1943 starben 48 Besatzungsmitglieder, darunter der Kommandant Erich Würdemann, während sechs Mann nach 48-stündiger Odyssee auf einem Rettungsfloß gerettet wurden und so in alliierte Kriegsgefangenschaft gerieten.

## Technik
Der Typ IX war ein Zweihüllen-Hochseeboot, dessen Entwurf von der U 81–U 86 Serie von 1916 abgeleitet war und in vielerlei Hinsicht dem Typ I A von 1936 ähnelte. Zwischen März 1939 und Juli 1942 wurden 54 Boote vom Typ IX C in Dienst gestellt. Durch eine nochmalige Steigerung der Brennstoffmenge, im Vergleich zu den Varianten IX A und IX B, wurde die Überwasserfahrstrecke um etwa 1500–1800 Seemeilen vergrößert. Für die Unterbringung der Brennstoffzellen wurde der Raum zwischen den Hüllen besser genutzt. Ursprünglich war die Deschimag AG Weser mit dem Bau dieser Boote beauftragt. Im Jahr 1941 lieferte die Bremer Werft 24 Typ IX C aus. Die Deutsche Werft übernahm dann die Produktion als Nachbauwerft und war für einen jährlichen Ausstoß von 24 Booten dieses Typs vorgesehen – eine Anzahl, die nie erreicht werden konnte.

## Geschichte
U 506 unternahm während seiner Dienstzeit fünf Feindfahrten, auf denen es insgesamt 15 Schiffe mit 76.714 BRT versenken und drei Schiffe mit 23.358 BRT beschädigen konnte.

### Bau und Indienststellung
Der Bauauftrag für das Boot wurde am 25. September 1939 an die Deutsche Werft AG, Hamburg vergeben. Die Kiellegung erfolgte am 11. Juli 1940 und der Stapellauf am 20. Juni 1941. Die Indienststellung unter Kapitänleutnant Erich Würdemann fand schließlich am 15. September 1941 statt. Dieser behielt das Kommando bis zum Versenkungstag am 12. Juli 1943.

### Flottillenzugehörigkeit und Stationierungen
U 506 gehörte bis zum 31. Januar 1942 als Ausbildungsboot zum Training der Besatzung zu der 4. U-Bootflottille in Stettin an. Anschließend wurde es der 10. U-Bootflottille in Lorient als Frontboot unterstellt. Als Bootswappen hatte U 506 auf beiden Turmseiten eine Zeichnung, die einen Wasserträger darstellte.

### Einsätze
- Die erste Fahrt vom 2. März bis zum 25. März 1942 war im Wesentlichen eine Verlegungsfahrt von Deutschland in den neuen französischen Stützpunkt Lorient. Es wurden keine Schiffe versenkt oder beschädigt.
- Die zweite Unternehmung begann am 6. April 1942. Operationsgebiet war die Karibik und der Golf von Mexiko, insbesondere die Mündung des Mississippi River. Auf dieser Fahrt wurden acht Schiffe mit 39.906 BRT versenkt und drei Schiffe mit 23.358 BRT beschädigt. Am 15. Juni 1942 lief U 506 wieder in Lorient ein.
- Der dritte Einsatz dauerte vom 28. Juli 1942 bis zum 7. November 1942. Operationsgebiet war das Seegebiet des Mittleren Atlantik nordöstlich von Ascension und der Küste von Westafrika. U 506 konnte fünf Schiffe mit 26.828 BRT versenken. Auf dieser Fahrt kam es zu dem sogenannten Laconia-Zwischenfall.

Quelle:

#### Spektakulärer Zwischenfall
Am 12. September 1942 um 22.07 Uhr torpedierte U 156 die Laconia (19.695 BRT) auf der Position 4° 34′ S, 11° 25′ W im Marinequadrat FF 7721 mit zwei Torpedos. An Bord befanden sich 2.732 Personen, darunter etwa 1.800 italienische Kriegsgefangene. Der Kommandant von U 156 – Kapitänleutnant Werner Hartenstein – erkannte, dass durch die Torpedierung Verbündete in Seenot geraten waren und leitete eine in der Seekriegsführung beispiellose Rettungsaktion ein. Der B.d.U. befahl daraufhin die U-Boote der Gruppe „Eisbär“ an die Versenkungsstelle, um U 156 bei den Rettungsarbeiten zu unterstützen. Zudem liefen auf Dönitz’ Anfragen hin drei französische Schiffe – der Kreuzer Gloire und die beiden Sloops Annamite und Dumont d’Urville – von Dakar aus, um nach Abschluss der Rettungsmaßnahmen die Schiffbrüchigen zu übernehmen.  Eines der ersten deutschen U-Boote vor Ort war U 506, das am 15. September an der Untergangsstelle eintraf und um die Mittagszeit 132 italienische Überlebende von U 156 übernahm. Einige Stunden später übernahm Kptlt. Würdemann von einem Rettungsboot weitere Überlebende, hauptsächlich Frauen und Kinder. Während der Rettungsaktion entdeckte der Kommandant ein Flugzeug am Himmel und befahl allen an Bord befindlichen Personen, ins Boot einzusteigen. U 506 tauchte mit 198 Personen an Bord ab. Einige Minuten später erschütterten zwei Explosionen im Wasser das Boot. Am 17. September übergab U 506 gegen 18 Uhr 142 Italiener und neun englische Frauen und Kinder an das französische Schiff Annamite.
- Die vierte Feindfahrt dauerte vom 14. Dezember 1942 bis zum 8. Mai 1943. Das Operationsgebiet lag vor der Küste von Südafrika. U 506 konnte zwei Schiffe mit 9.980 BRT versenken.
- Die fünfte und letzte Feindfahrt begann am 6. Juli 1943 in Lorient und endete am 12. Juli 1943 westlich von Vigo durch seine Versenkung. Es wurden keine Schiffe versenkt oder beschädigt.

#### Versenkung
Auf dem Ausmarsch nach Fernost wurde U 506 durch ein Flugzeug vom Typ B-24 Liberator (Lt. Ernest Salm) der 480. USAAF-Gruppe am 12. Juli 1943 auf der Position 42° 30′ N, 16° 30′ W westlich von Vigo mit dem SC 317-10-cm-Radar erfasst, das die Deutschen nicht erkennen konnten, und versenkt. Lt. Salm nutzte den Schutz der Wolken, um einen Überraschungsangriff aus etwa 2.000 Meter Höhe vom Steuerbord-voraus-Quadranten einzuleiten. Aus 60 Meter Höhe warf das Flugzeug sieben Mk-XI-Wasserbomben, welche dicht am Boot explodierten. Als der Flugzeugführer Ernest Salm zu einem zweiten Angriff ansetzte, sah er, wie das Boot auseinanderbrach und sank. Sechs Männer der Brückenwache und der Kommandant trieben im Wasser.
Das Flugzeug warf über der Versenkungsstelle ein Rettungsfloß ab und kennzeichnete die Stelle mit einer Rauchboje. Von diesen sieben Überlebenden erreichten sechs nach einer Stunde das von dem Flugzeug abgeworfene Schlauchboot. Der Kommandant ertrank in dieser Zeit. Drei Tage später konnten die sechs Überlebenden vom britischen Zerstörer Hurricane gerettet werden, der sie als Kriegsgefangene am folgenden Tag an den kanadischen Zerstörer Iroquis übergab. Die Gefangenen wurden am 18. Juli 1943 in Plymouth (England) an Land gebracht.